# Arnesano
Arnesano (Arnisanu in dialetto salentino) è un comune italiano di 3 916 abitanti della provincia di Lecce in Puglia.
Situato nel Salento centrale, comprende anche il centro abitato di Riesci, distante 600 m in direzione ovest. È un comune dell'hinterland leccese e geograficamente appartiene alla Valle della Cupa.

## Geografia fisica

### Territorio
Arnesano è un comune del nord Salento distante 7 km dal capoluogo provinciale. Sorge nella Valle della Cupa, una delle depressioni più evidenti del Tavoliere di Lecce (32 m s.l.m.).
Il territorio comunale, esteso complessivamente per 13,47 km², confina a nord con i comuni di Carmiano e Novoli, ad est con il comune di Lecce, a sud con i comuni di Monteroni di Lecce e Copertino e ad ovest con il comune di Leverano.
- Classificazione sismica: zona 4 (sismicità molto bassa), Ordinanza PCM n. 3274 del 20/03/2003

### Clima
Dal punto di vista meteorologico Arnesano rientra nel territorio del Salento orientale che presenta un clima mediterraneo, con inverni miti ed estati caldo umide. In base alle medie di riferimento, la temperatura media del mese più freddo, gennaio, si attesta attorno ai +9 °C, mentre quella del mese più caldo, agosto, si aggira sui +24,7 °C. Le precipitazioni, frequenti in autunno ed in inverno, si attestano attorno ai 626 mm di pioggia/anno. La primavera e l'estate sono caratterizzate da lunghi periodi di siccità.
Facendo riferimento alla ventosità, i comuni del Salento orientale sono influenzati fortemente dal vento attraverso correnti fredde di origine balcanica, oppure calde di origine africana.
| Arnesano                   | Mesi | Mesi | Mesi | Mesi | Mesi | Mesi | Mesi | Mesi | Mesi | Mesi | Mesi | Mesi | Stagioni | Stagioni | Stagioni | Stagioni | Anno |
| Arnesano                   | Gen  | Feb  | Mar  | Apr  | Mag  | Giu  | Lug  | Ago  | Set  | Ott  | Nov  | Dic  | Inv      | Pri      | Est      | Aut      | Anno |
| -------------------------- | ---- | ---- | ---- | ---- | ---- | ---- | ---- | ---- | ---- | ---- | ---- | ---- | -------- | -------- | -------- | -------- | ---- |
| T. max. media (°C)         | 12,6 | 13,2 | 15,0 | 18,3 | 22,6 | 26,8 | 29,2 | 29,6 | 26,2 | 21,8 | 17,6 | 14,2 | 13,3     | 18,6     | 28,5     | 21,9     | 20,6 |
| T. min. media (°C)         | 5,6  | 5,8  | 7,2  | 9,5  | 13,1 | 17,0 | 19,5 | 19,9 | 17,3 | 13,7 | 9,9  | 7,1  | 6,2      | 9,9      | 18,8     | 13,6     | 12,1 |
| Precipitazioni (mm)        | 71   | 60   | 65   | 40   | 33   | 20   | 16   | 22   | 49   | 80   | 97   | 74   | 205      | 138      | 58       | 226      | 627  |
| Umidità relativa media (%) | 78,7 | 78,2 | 77,8 | 77,3 | 76,2 | 72,9 | 70,9 | 72,4 | 76,5 | 79,2 | 80,5 | 80,3 | 79,1     | 77,1     | 72,1     | 78,7     | 76,7 |

- Classificazione climatica di Arnesano:[5]
  - Zona climatica: C
  - Gradi giorno: 1052

## Origini del nome
Molto probabilmente il toponimo deriva da "arna", che significherebbe concavità, depressione proprio in relazione alla peculiare morfologia del territorio. La radice arna è individuabile nel toponimo messapico "arnises", termine che esprime il concetto di concavità.

## Storia
Il territorio di Arnesano ospitò sin dall'antichità un piccolo insediamento urbano. Ciò è testimoniato dal rinvenimento, nel Rione Riesci, di una sepoltura del tardo Neolitico, databile al 2400 a.C., con corredo funebre costituito da tre vasi e da un piccolo idolo di pietra. Tuttavia, la nascita del primo agglomerato urbano risale al X secolo e il suo reale sviluppo avvenne tra il XIII e il XIV secolo.
Dopo il periodo romano e bizantino, di cui non rimangono tracce degne di nota, Arnesano venne conquistata dai Normanni i quali, con la costruzione di una serie di casali, contribuirono alla crescita dell'economia e del numero di abitanti. Nel XII secolo si cita per la prima volta in un documento il casale di Arnesano come appartenente alla Contea di Lecce. Nel 1276 era feudatario di Arnesano il signore Landolfo Caracciolo; dopo la sua morte il feudo passò al suo primogenito e poi al re Ferdinando I, che, nel 1464, lo consegnò al console Antonio Guidano. Nel 1489 fu ceduto a Mariotto Corso, a cui seguirono la famiglia Bozzi-Corso, che governarono fino al 1613, anno in cui il feudo fu acquistato dalla famiglia leccese dei Marescallo. I Prato e i Bernardini furono gli ultimi feudatari di Arnesano.

### Simboli
Lo stemma e il gonfalone del comune di Arnesano sono stati concessi con decreto del presidente della Repubblica del 6 giugno 1988. Nello statuto comunale è riportata la data di concessione del D.P.C.M. n. 385 del 14 luglio 1988.
Descrizione araldica dello stemma:
Il gonfalone è un drappo partito di giallo e di rosso.

## Monumenti e luoghi d'interesse

### Architetture religiose

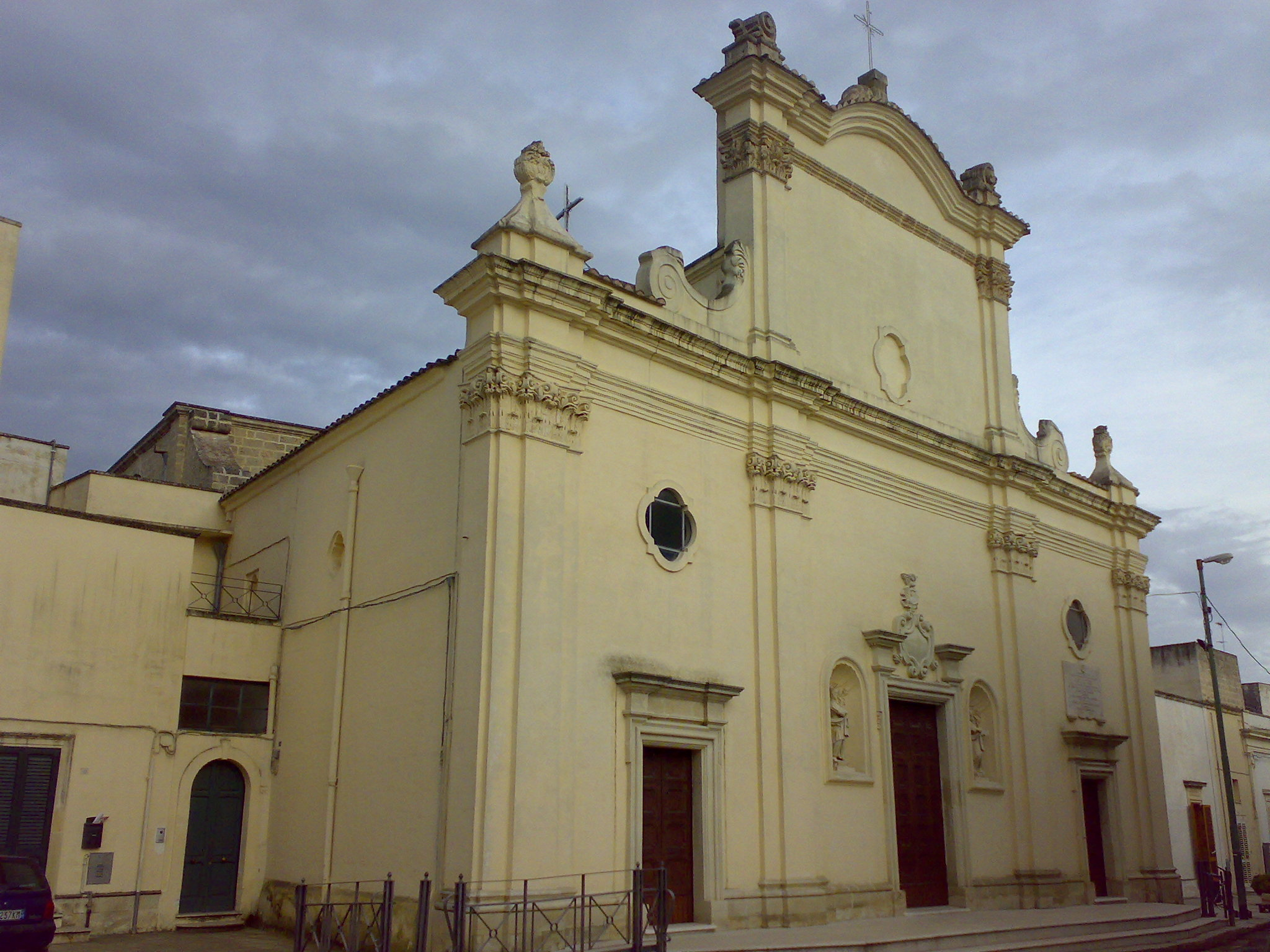
Chiesa madre

#### Chiesa madre
La chiesa madre, dedicata a Maria Santissima Assunta, esisteva già nel 1581 con il titolo di Santa Maria delle Grazie. Venne riedificata nel Seicento e subì numerosi rifacimenti nel XVIII secolo. A questo secolo risale la costruzione del campanile a torre con tre ordini. Presenta un sobrio prospetto a due ordini, con tre portali d'accesso. L'interno, pregevole espressione del barocco salentino, custodisce altari in pietra leccese finemente scolpiti databili alla prima metà del Settecento. Del 1750 è l'altare del SS. Crocifisso, fatto erigere dalla famiglia Prato, feudatari di Arnesano. L'altare ospita in una nicchia la statua in cartapesta di Gesù Crocifisso, opera di Pietro Surgente (fine XVIII secolo). Sulla cantoria in controfacciata è presente un organo a canne costruito nel 1933 e restaurato nel 2019.
Della struttura originaria resta un altorilievo con la scena della Pietà posto sull'attuale lato destro della chiesa.

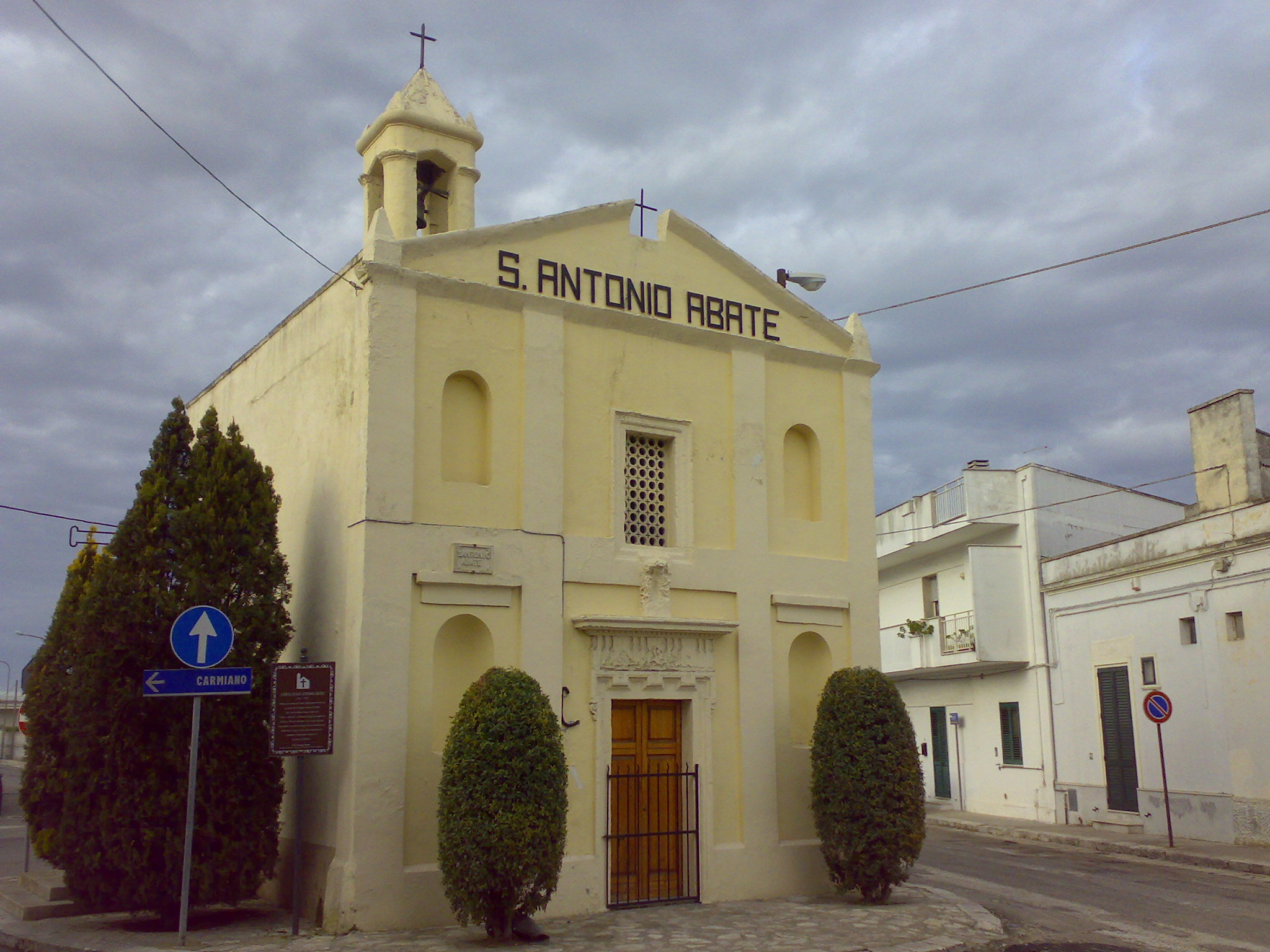
Chiesa di Sant'Antonio Abate

#### Chiesa di Sant'Antonio Abate
La chiesa di Sant'Antonio Abate fu edificata nel XVII secolo. Viene citata per la prima volta nel 1640 durante la visita pastorale del vescovo Pappacoda. Venne ricostruita in stile barocco nel 1744 dall'Universitas. Presenta un semplice prospetto spartito da paraste e un interno ad aula unica.

#### Chiesa dell'Annunziata
La chiesa dell'Annunziata sorge nel nucleo antico del paese. Fu edificata nel XVI secolo sulle fondamente di una struttura risalente al periodo medievale (XII-XIII secolo). Conosciuta anche sotto il titolo di Sant'Antonio da Padova, presenta arcate a tutto sesto nella navata sinistra e nell'arco centrale. L'interno conserva l'altare maggiore della metà del Cinquecento, opera di Gabrielle Riccardi. Di notevole importanza artistica è l'altare con la tela dell'Annunciazione (XVII secolo). L'edificio è dotato esternamente di una torretta del 1770, con funzione di orologio pubblico.

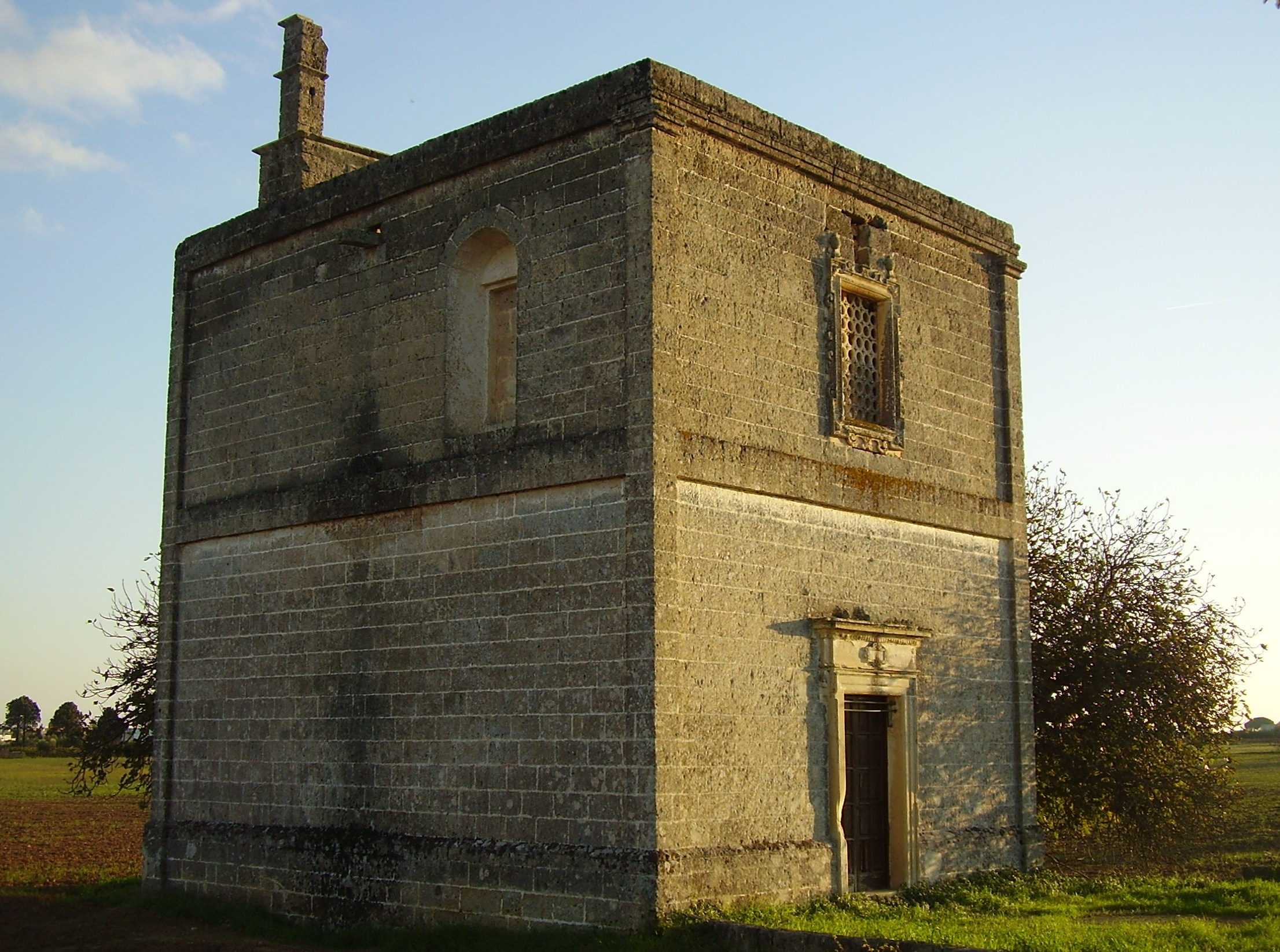
Chiesa di Sant'Antonio da Padova

#### Chiesa di Sant'Antonio da Padova
La chiesa di Sant'Antonio da Padova fu costruita intorno al 1676 dal leccese Carlo Antonio Brillo nei pressi dell'omonima masseria ubicata nelle campagne del paese. Dalle visite pastorali dell'epoca si evince che già nel 1685 si festeggiava sant'Antonio di Padova e la domenica successiva al 13 giugno si lucravano indulgenze. All'interno vi è un solo altare con la statua lapidea del Santo. Sopra il tetto si elevano i resti di un piccolo campanile a vela.

#### Cappella dell'Asilo Bernardini
La piccola cappella dell'Asilo Bernardini, venne edificata nel 1912, quando Teresa e Giulia dei marchesi Bernardini decisero di fondare la prima istituzione per l'educazione dei fanciulli di Arnesano. La cappella custodisce quattro grandi tele settecentesche raffiguranti il Gigante Golia, Mosè salvato dalle acque, Giuditta e Agar nel deserto, tutte opere del pittore Serafino Elmo. Le tele provenivano dalla collezione di quadri del Palazzo Marchesale.

### Architetture civili

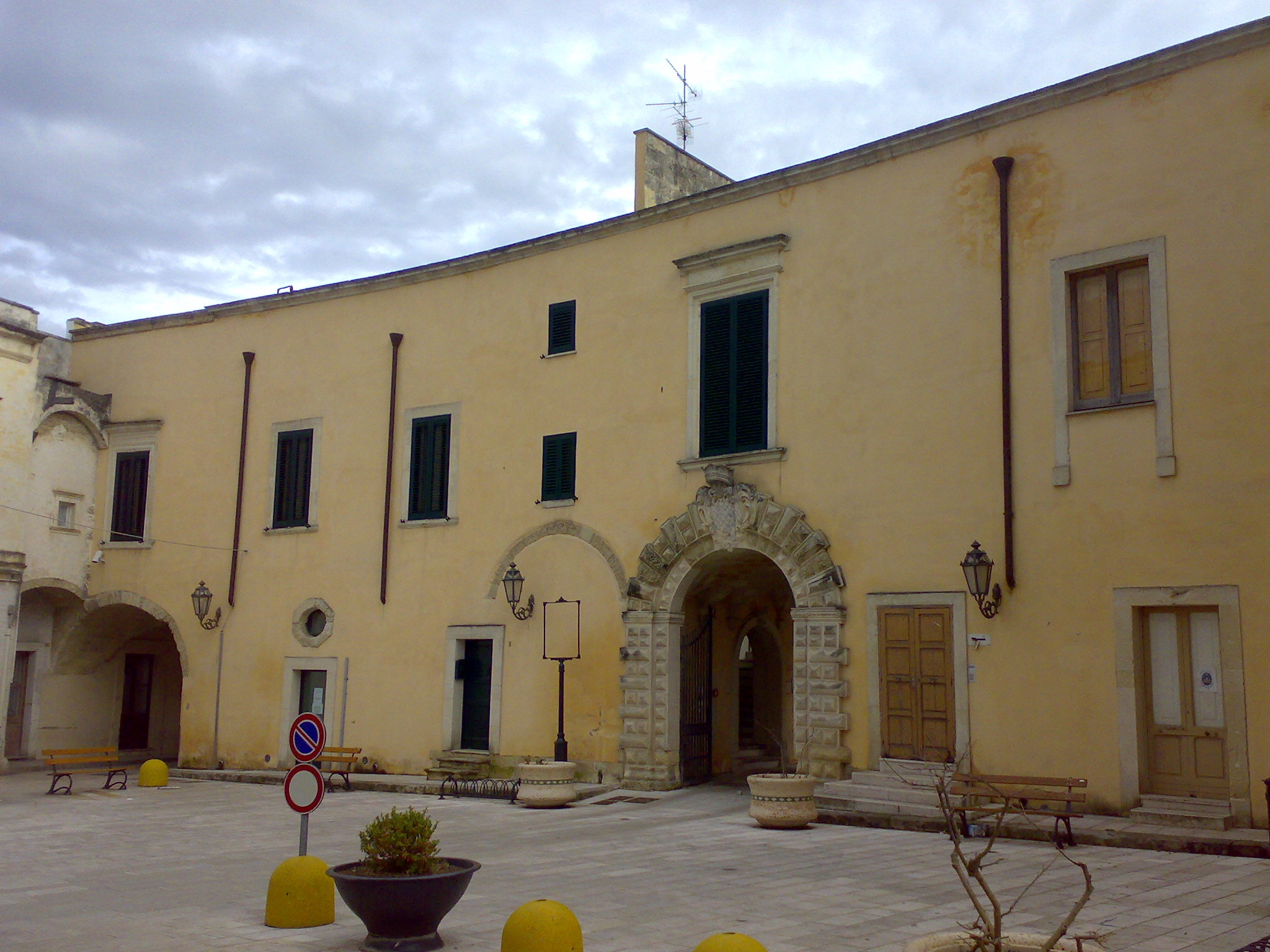
Palazzo marchesale

#### Palazzo marchesale
Il palazzo marchesale, costruito dalla famiglia Marescallo nel XVII secolo, fu modificato e ampliato nel 1684 dal feudatario Prato. A lui si deve l'attuale fisionomia della struttura. In origine, prima della costruzione del palazzo, esisteva una fortezza della quale resta solo una torre che controllava una delle porte di accesso al centro storico, Porta Rande.
L'edificio ospitò sino al 1802 una preziosa quadreria. Infatti, in seguito a un fenomeno tellurico che causò il crollo di alcune stanze del palazzo, la collezione di dipinti fu in parte distrutta e in parte trasportata a Venezia, Roma e Napoli presso le dimore signorili di amici del marchese Nicolò Prato. Le uniche tele rimaste ad Arnesano sono le quattro presenti nella cappella dell'Asilo Bernardini.

#### Palazzo Guarini
Palazzo Guarini è una struttura cinquecentesca, voluta dal nobil uomo Selvaggio Guarini, che fu sindaco della città di Lecce tra il 1575 e il 1576. Originariamente il palazzo, come si evince da una descrizione del 1670, doveva essere costituito da una casa a corte con camera, stalla e forno. Successivamente, con la costruzione del piano superiore, il piano terra fu adibito a magazzino e a deposito. Esternamente è caratterizzato da un ampio portale sormontato da uno scudo araldico su cui sono impressi quattro stemmi: due volte quello dei Guarini, in quanto Selvaggio sposò la cugina Cardonia Guarini; quello della famiglia Tafuri (madre di Selvaggio) e quello della famiglia Francone (madre di Cardonia).

#### Masserie
- Masseria Boci
- Masseria Brillo
- Masseria Carretti
- Masseria Palombaro

### Altro

#### Idoletto
L'Idoletto, risalente al 2400 a.C., costituisce il più importante reperto archeologico rinvenuto nel territorio di Arnesano. L'Idoletto è una statuina in pietra calcarea che rappresenta una figura di donna con la testa di civetta. Fu recuperata in una tomba dell'età tardo-neolitica contenente anche alcuni vasi.

## Società

### Evoluzione demografica
Abitanti censiti

### Etnie e minoranze straniere
Al 31 dicembre 2020 ad Arnesano risultano residenti 147 cittadini stranieri. Le nazionalità principali sono:

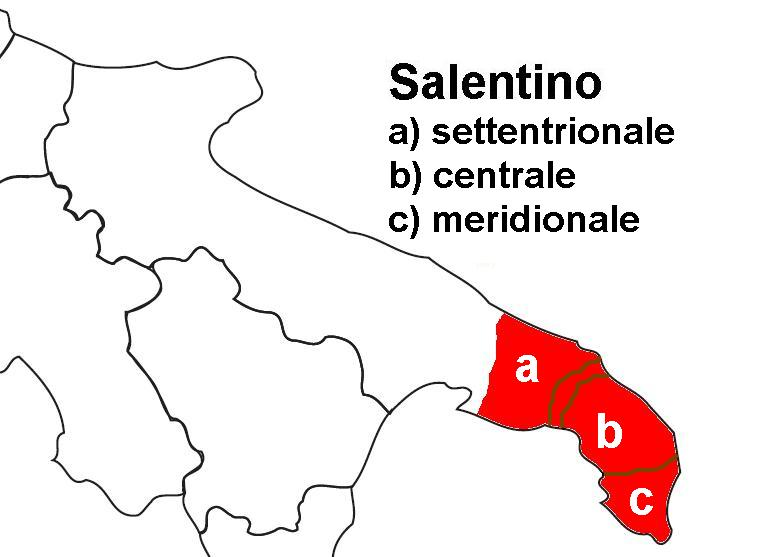
Diffusione del dialetto salentino

- Bulgaria - 25
- Senegal - 22

### Lingue e dialetti
Il dialetto parlato ad Arnesano è il dialetto salentino nella sua variante centrale che corrisponde al dialetto leccese. Il dialetto salentino, appartenente alla famiglia delle lingue romanze e classificato nel gruppo meridionale estremo, si presenta carico di influenze riconducibili alle dominazioni e ai popoli stabilitisi in questi territori nei secoli: messapi, greci, romani, bizantini, longobardi, normanni, albanesi, francesi, spagnoli.

## Cultura

### Eventi
- Festa della Madonna di Montevergine - lunedì di Pasquetta
- Festa Patronale di Gesù Crocifisso - prima domenica di luglio
- Festa della Madonna Assunta - terza domenica di ottobre
- Festa di San Giovanni Battista (protettore del Rione Riesci) - fine agosto

## Infrastrutture e trasporti

### Strade
I collegamenti stradali principali sono rappresentati da:
- Strada statale 694 Tangenziale Ovest di Lecce uscita per Monteroni di Lecce.

Il centro è anche raggiungibile dalle strade provinciali interne SP7 Arnesano-Lecce, SP8 Arnesano-Novoli, SP12 Arnesano-Carmiano, SP119 Arnesano-Monteroni di Lecce-Leverano.

## Amministrazione
Di seguito è presentata una tabella relativa alle amministrazioni che si sono succedute in questo comune.
| Periodo           | Periodo           | Primo cittadino         | Partito                           | Carica              | Note   |
| ----------------- | ----------------- | ----------------------- | --------------------------------- | ------------------- | ------ |
| 6 novembre 1987   | 24 maggio 1990    | Vincenzo Spagnolo       | Partito Comunista Italiano        | Sindaco             | [ 12 ] |
| 28 maggio 1990    | 4 aprile 1991     | Oronzo Mello            | Democrazia Cristiana              | Sindaco             | [ 12 ] |
| 4 aprile 1991     | 28 gennaio 1994   | Raffaele Perrone        | Democrazia Cristiana              | Sindaco             | [ 12 ] |
| 11 febbraio 1994  | 24 aprile 1995    | Maria Stefania Caione   | Democrazia Cristiana              | Sindaco             | [ 12 ] |
| 24 aprile 1995    | 11 febbraio 1998  | Maria Stefania Caione   | Partito Popolare Italiano         | Sindaco             | [ 12 ] |
| 12 febbraio 1998  | 25 maggio 1998    | Vincenzo Calignano      |                                   | Comm. pref.         | [ 12 ] |
| 25 maggio 1998    | 21 novembre 2000  | Antonio Caporotundo     | centro-destra                     | Sindaco             | [ 12 ] |
| 12 dicembre 2000  | 15 gennaio 2001   | Maria Teresa Peschiulli |                                   | Comm. pref.         | [ 12 ] |
| 28 maggio 2001    | 20 settembre 2004 | Luigi Petrelli          | lista civica                      | Sindaco             | [ 12 ] |
| 22 settembre 2004 | 5 aprile 2005     | Gaetano Tufariello      |                                   | Comm. straordinario | [ 12 ] |
| 5 aprile 2005     | 30 marzo 2010     | Giovanni Madaro         | lista civica                      | Sindaco             | [ 12 ] |
| 30 marzo 2010     | 31 maggio 2015    | Giovanni Madaro         | lista civica                      | Sindaco             | [ 12 ] |
| 31 maggio 2015    | 20 settembre 2020 | Emanuele Solazzo        | lista civica: Rinnoviamo Arnesano | Sindaco             | [ 12 ] |
| 20 settembre 2020 | in carica         | Emanuele Solazzo        | lista civica: Rinnoviamo Arnesano | Sindaco             | [ 12 ] |

## Sport

### Ciclismo
L'A.S.D.G.S. Ciclistica Arnesano nasce il 2 maggio 2005 da un'idea di cinque soci fondatori e partecipa attivamente all'organizzazione della tradizionale Arnesano in Bici, con la collaborazione del Comune di Arnesano.

### Altri sport
Notevoli risultati furono raggiunti negli anni ottanta nel pattinaggio a rotelle su pista.